# Hossam Khairallah
Hossam Khairallah (22 juli 1945) is een Egyptisch oud-militair, inlichtingenofficier en politicus. Hij werkte 29 jaar in het leger, waarvan zijn laatste jaren in de top van de inlichtingendienst. In 2012 kandideerde hij zonder succes voor de Egyptische presidentsverkiezingen.

## Biografie
Khairallah is een zoon van de onderminister van Binnenlandse Zaken Kamal Khairallah die zijn loopbaan in 1979 afsloot als gouverneur van Aswan. Zijn grootvader is Mohamed Hamed Khairallah, de politieofficier die koning Farouk in 1952 het land uitgeleidde. Hossam Khairallah studeerde militaire wetenschappen en slaagde hiervoor in 1964 met een bachelorgraad. Later studeerde hij nog commercie en behaalde hier in 1982 zijn tweede bachelorgraad in. Verder volgde hij in de Verenigde Staten nog studie in politieke inlichtingen en management.
Van 1976 tot 2004 werkte hij voor het Egyptische leger, waaronder twaalf jaar lang voor de luchtmacht waar hij opklom tot de rang van kapitein. Tussen 1962 en 1970 nam hij deel aan de Noord-Jemenitische Burgeroorlog en in 1973 aan de Jom Kipoeroorlog. Na een militaire carrière van 29 jaar sloot hij in 2006 zijn militaire loopbaan af als hoofd inlichtingen bij de Egyptische inlichtingendienst (GIS).
Sinds 2005 werkt Khairallah voor de openbare sector en in het bedrijfsleven. Hij vertegenwoordigt Egypte op conferenties over milieu- en politieke thema's en houdt zich bezig met buitenlands beleid en internationale conflictoplossing, en onderhoudt contacten met Amerikaanse ngo's.
Tijdens de verkiezingen van 2012 kandideerde hij voor het presidentschap. Zijn eerste verweer tegen Moebarak kwam pas in diens laatste jaren, vooral toen die zijn zoon Gamal naar voren wilde schuiven als opvolger; hij nam echter niet deel aan de Egyptische Revolutie. Door velen werd hij gezien als een verlengstuk van het leger. De afgelopen dertig jaar worden door Khairallah nu gekarakteriseerd als een periode van stagnatie en corruptie. Ook is hij van mening dat Moebaraks gebrek aan leiderschap de rol van Egypte in de Israëlisch-Palestijnse kwestie heeft verzwakt. Hij is voor een burgerstaat en ondersteunt gelijke rechten voor kopten en vrouwen, terwijl hij aan de andere kant een dominantie van islamisten in de politiek niet zei te vrezen. In het algemeen werd hij beschouwd als een outsider en hij eindigde ook evenredig laag op de verkiezingslijst.